# Yi qi
Yi qi (Zh. 奇翼 "ala extraña") es la única especie conocida del género extinto Yi dinosaurio terópodo escansoriopterígido, que vivió desde mediados a finales del período Jurásico, hace aproximadamente entre 164 a 159 del Calloviense al Oxfordiense en lo que es hoy Asia. Yi qi es conocido a partir de un único espécimen fósil de un individuo adulto hallado en rocas del período Jurásico en la provincia de Hebei, China. 
Era un pequeño animal arborícola. Como otros escansoriopterígidos, poseía un inusual tercer dedo de la mano muy alargado que ayudaba a soportar una membrana a modo de ala hecha de piel (patagio). Las alas de Yi qi además contaban con el apoyo de un largo hueso que sobresalía de la muñeca. Este hueso modificado de la muñeca y las alas membranosas son rasgos únicos entre todos los dinosaurios conocidos, y hacen que las alas de Yi qi, por convergencia evolutiva, sean más similares a las de los murciélagos; que a las aves, con los cuales está más cercanamente emparentados.

## Descripción

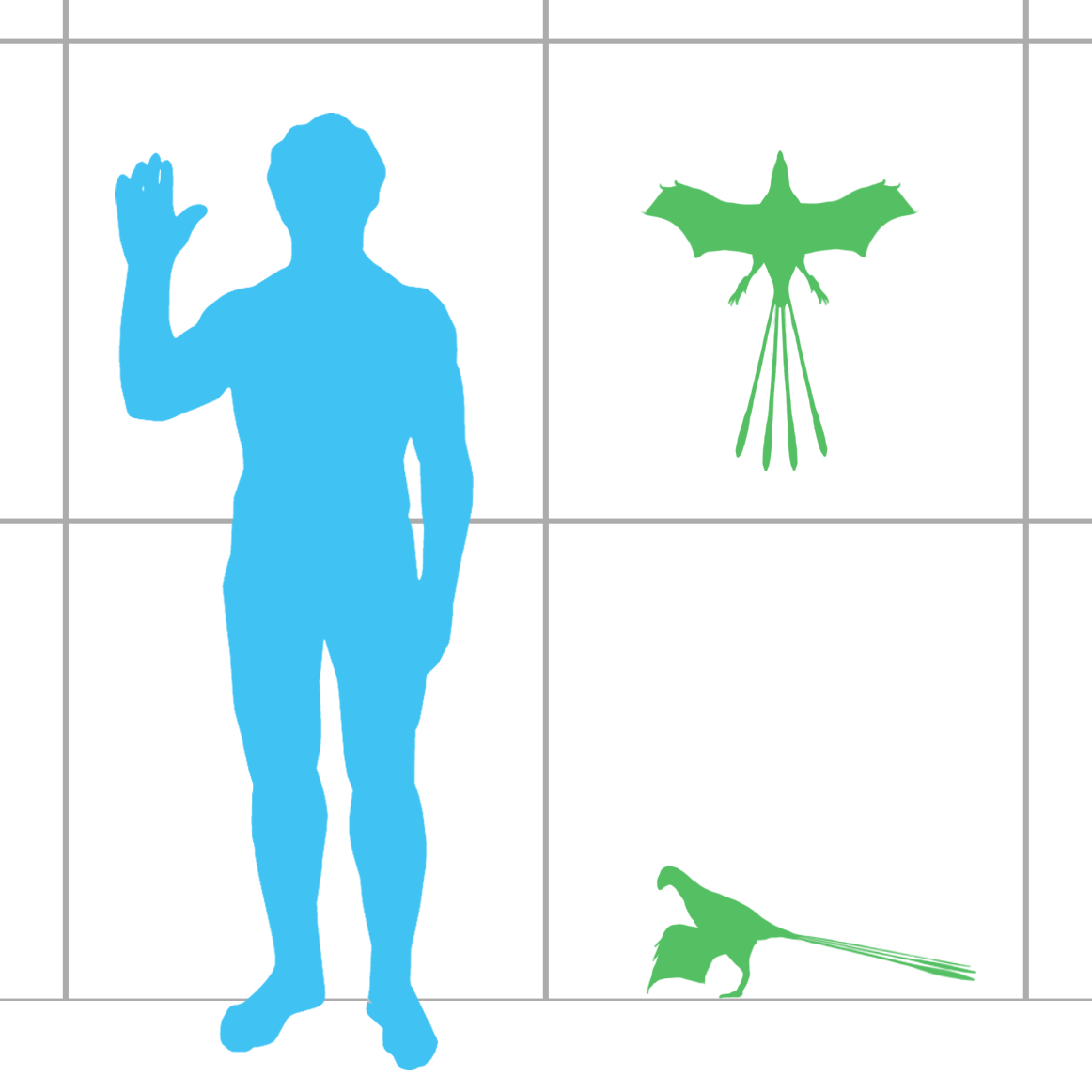
Tamaño comparativo de Yi comparado con un humano.

Yi qi es conocido de un único espécimen, STM 31-2, que se encuentra en las colecciones del Museo Shandong Tianyu de la Naturaleza. Era un animal relativamente pequeño, con un peso estimado en cerca de 380 gramos.
Como otros escansoriopterígidos, la cabeza era corta y con un hocico romo, mientras que la mandíbula se orientaba hacia abajo. Sus escasos dientes estaban presentes solo en el extremo frontal de la boca, siendo los dientes superiores los mayores levemente orientados hacia adelante, mientras que los inferiores presentaban una mayor inclinación hacia adelante. Las largas y delgadas extremidades delanteras eran parecidas en general a las de muchos dinosaurios paravianos. Como otros escansoriopterígidos, el primer dedo de la mano era el más corto y el tercero era el más largo. A diferencia de cualquier otro dinosaurio conocido, un alargado hueso de la muñeca conocido como el "elemento estiliforme" se extendía hacia atrás a partir de los huesos del brazo. Este hueso estiliforme, una adaptación para ayudar a soportar la membrana alar, puede haber sido un hueso recién formado, o un cartílago largo calcificado.

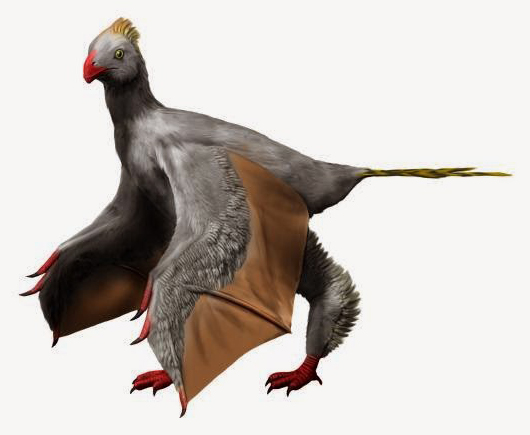
Restauración en vida

El fósil de Yi qi preserva una abundante cubierta de plumas. De manera inusual para un terópodo clasificado en el derivado clado Pennaraptora, un grupo que contiene a los terópodos con plumas avanzadas similares a las de las aves modernas, las plumas de esta especie son de estructura muy simple y con la apariencia de una brocha, debido a sus bases largas en forma de púas rematadas por filamentos más delgados. Las plumas cubrían la mayor parte del cuerpo, permaneciendo cerca de la punta del hocico. Las plumas de la cabeza y el cuello eran largas y forman una densa cubierta, mientras que las plumas corporales eran aún más largas y densas, dificultando a los científicos estudiar su detallada estructura. También se preservaron pequeños parches de piel entre los dedos y el hueso estiliforme, lo que indica que a diferencia de todos los otros dinosaurios alados, las alas de Yi qi se formaban por una membrana de piel en lugar de plumas de vuelo. La membrana se extendía entre los dedos más cortos, el alargado tercer dedo, el hueso estiliforme, y posiblemente se conectaba al torso, aunque la parte interna de la membrana alar no se preservó en el fósil. Esto le daría a las alas una apariencia similar a la de los actuales murciélagos, en un ejemplo de evolución convergente.  Sin embargo, en los murciélagos la membrana alar se extiende solo entre sus dedos, no de un hueso estiliforme de la muñeca. Este tipo de hueso también se halla en las alas de algunos planeadores modernos como las ardillas voladoras, el petauro gigante y el extinto roedor planeador Eomys quercyi.
En doce posiciones, el fósil se comprobó con un microscopio electrónico para detectar la presencia de melanosomas, orgánulos que contienen pigmentos. Las nueve ubicaciones de las plumas mostraron eumelanosomas. En las plumas de la cabeza también estaban presentes feomelanosomas. En las membranas, solo una observación dio resultado positivo, de feomelanosomas. Los eumelanosomas de las plumas filamentosas eran excepcionalmente grandes.

## Descubrimiento e investigación

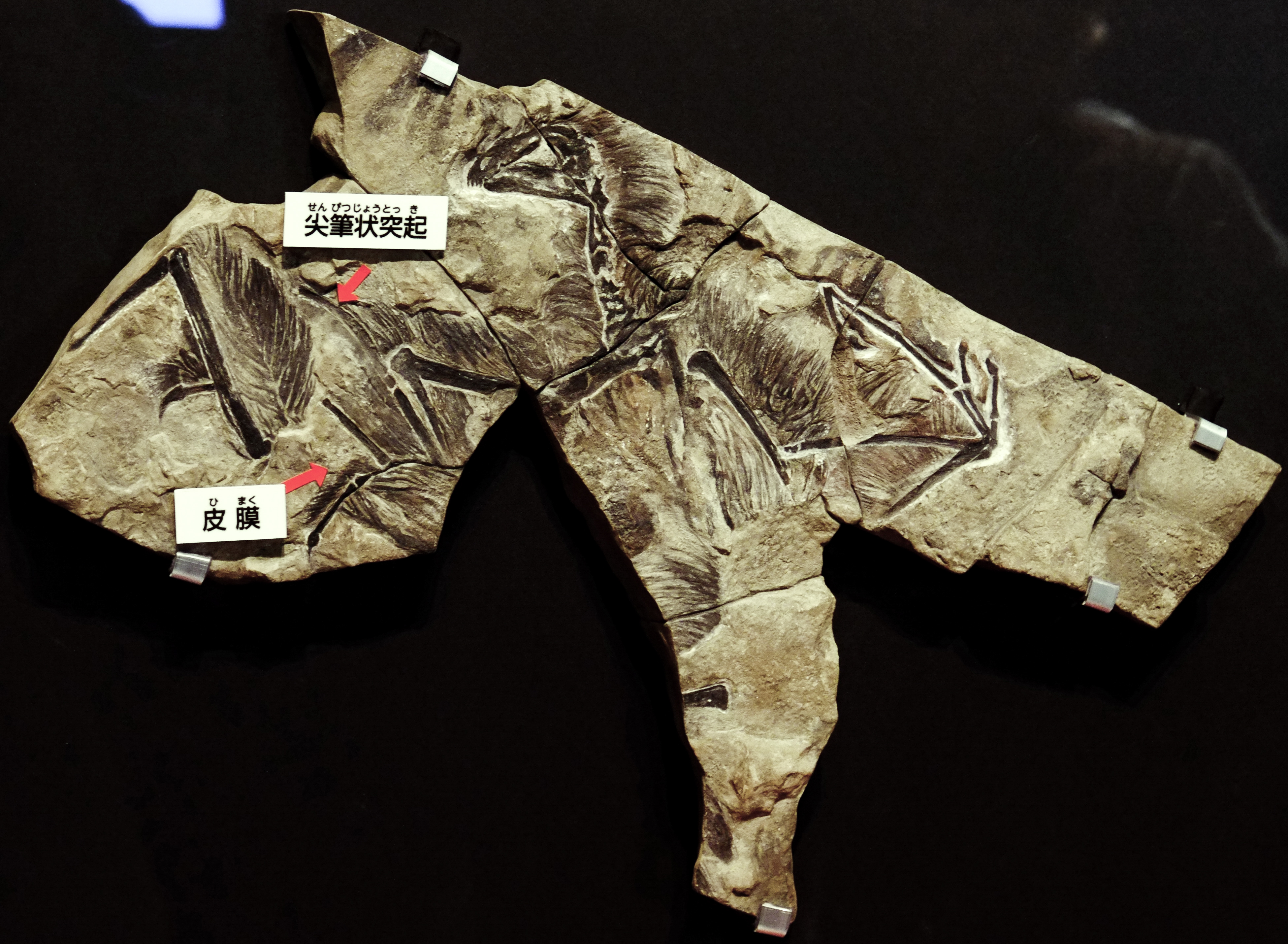
Réplica del fósil holotipo.

El único espécimen conocido de Yi qi fue hallado por un granjero, Wang Jianrong, en una cantera cerca del pueblo de Mutoudeng, en el distrito de Qinglong, en Hebei. Wang vendió el fósil al Museo Shandong Tianyu de la Naturaleza en 2007, momento en el cual Ding Xiaoqing, un técnico del museo, comenzó la preparación del fósil. Debido a que sus muchos rasgos únicos y la preservación de tejidos blandos fueron descubiertos en la preparación llevada a cabo por el equipo del museo en lugar de los vendedores aficionados de fósiles, los científicos que lo estudiaron tuvieron la confianza de que el fósil es auténtico y no fue alterado. Esto fue confirmado por una tomografía computarizada. El estudio inicial de Yi se publicó en la revista Nature.

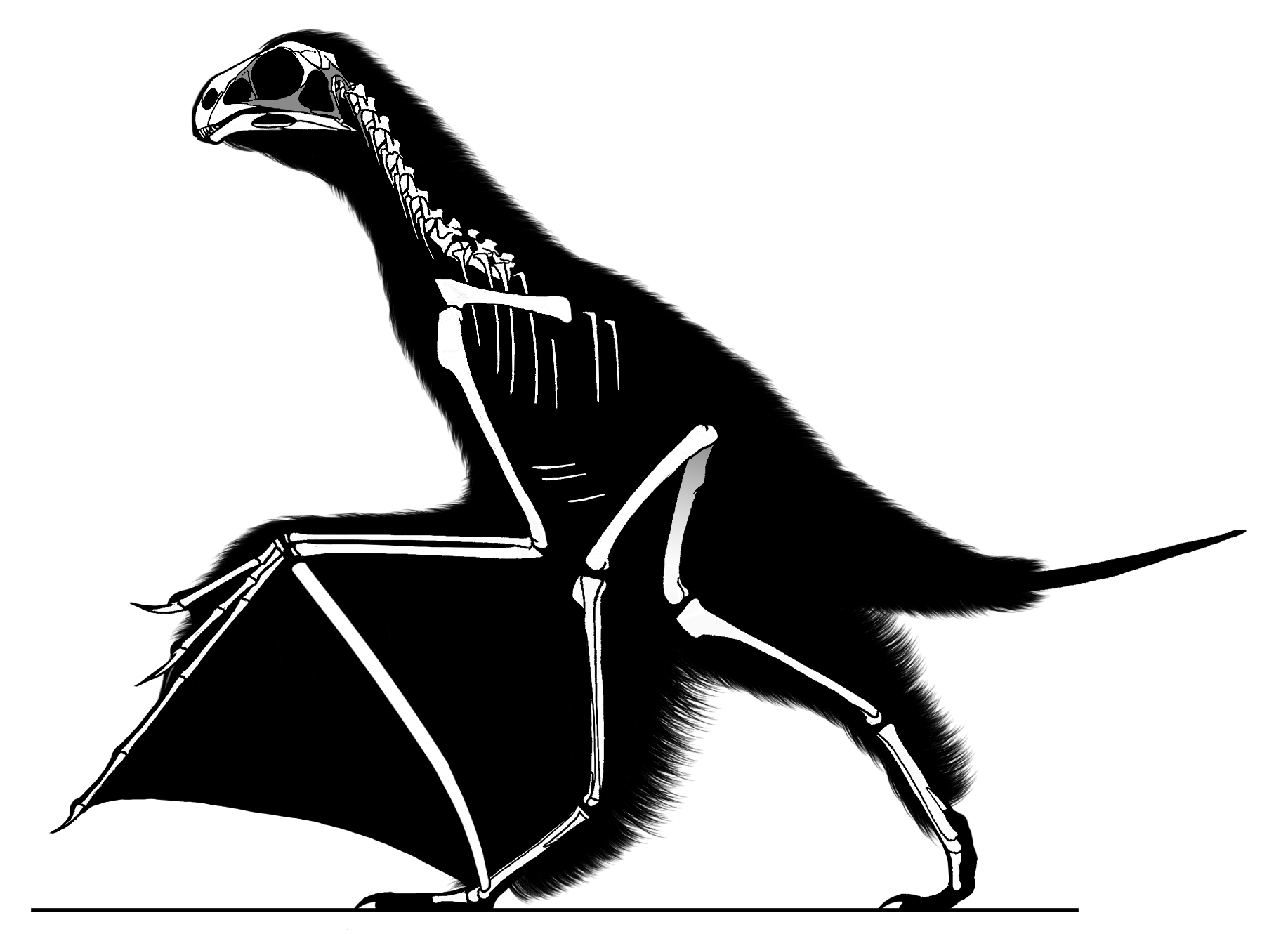
Diagramas mostrando los elementos conocidos

El equipo de científicos que escribió este estudio inicial estuvo dirigido por Xu Xing y también incluyó a Zheng Xiaoting, Corwin Sullivan, Wang Xiaoli, Xing Lida, Wang Yan, Zhang Xiaomei, Jingmai O'Connor, Zheng Fucheng Zhang y Pan Yanhong. Nombraron y describieron la especie tipo Yi qi. El nombre genérico Yi significa "ala" en mandarín. El nombre específico qi significa "extraño". Yi se destaca por tener el nombre genérico más corto de todos los dinosaurios, que contiene solo dos letras. Su nombre binomial, Yi qi, es también el más corto posible según los artículos 11.8.1 y 11.9.1 del Código Internacional de Nomenclatura Zoológica., en cuatro letras. Comparte esta distinción con el gran murciélago vespertino Ia io.

## Clasificación
Yi fue colocado en Scansoriopterygidae , un grupo de terópodos maniraptoranos. Un análisis cladístico no pudo resolver sus relaciones exactas con los otros escansoriopterígido conocidos, Epidendrosaurus y Epidexipteryx . En el análisis se recuperó el Scansoriopterygidae como el clado más basal de los Paraves.

## Paleobiología
Las extrañas membranas alares de Yi qi son únicas entre los dinosaurios y difíciles de interpretar. A diferencia de otros dinosaurios paravianos, parecen haber reemplazado las plumas similares a las de las aves con alas membranosas, en lo que pudo haber sido uno de los muchos experimentos evolutivos independientes con vuelo cerca del origen de las aves. Que el brazo podría en principio funcionar como un ala, se demuestra por ser más largo que la ya alargada pata trasera y por el suficiente grosor de sus huesos largos. La presencia del largo hueso estiliforme añadiendo soporte para la membrana, propio de animales que planean, sugiere que Yi qi se especializaba en el planeo como método de locomoción. Aunque es posible que usara alguna forma de vuelo activo, la falta de evidencia de grandes músculos pectorales, y la naturaleza engorrosa del hueso estiliforme implican que es más probable que Yi qi fuera exclusivamente un planeador. En cualquier caso, los investigadores que realizaron el estudio inicial del único ejemplar conocido de Yi concluyeron que su modo de vuelo debería ser considerado como incierto.
Los autores propusieron tres modelos principales para la configuración del ala. En el "modelo de murciélago", el elemento estiliforme habría apuntado directamente hacia atrás, una membrana que conecta el estiliforme y el torso. Esto habría resultado en un ala ancha. Una variante del "modelo de murciélago" podría ser el "modelo de pterosaurio" en el que el hueso estiliforme se habría dirigido oblicuamente hacia el exterior, dando como resultado un ala más estrecha. La segunda posibilidad principal es el "modelo maniraptor", en el que el elemento estiliforme apuntaba hacia el cuerpo, reforzando el borde posterior de una membrana estrecha, posiblemente ensanchada por plumas, en la parte superior o inferior, sobresaliendo. Una última configuración sería el "modelo de rana", el hueso estiliforme que agranda un plano de mano membranoso, como el que usan las ranas voladoras. En este último caso, ninguna membrana habría formado un ala interior, pero posiblemente las plumas de los brazos habrían generado algo de sustentación.
Se realizó un análisis preliminar de las características de vuelo del "modelo de murciélago" y del "modelo de maniraptor". Para ambos modelos se supuso que la envergadura era de unos 60 centímetros. El ala estrecha del modelo maniraptor habría resultado en una superficie alar de 320 cm2 con una carga alar de 1,19 g/cm2. Para el "modelo de murciélago" de ala ancha, estos valores habrían sido 638 cm2 y 0,6 g/cm2, respectivamente. En ambos casos, la carga alar está muy por debajo del límite superior crítico de 2,5 g/cm2 para el vuelo de las aves. La carga del "modelo maniraptor" es típica de los patos, aunque estos tienen una envergadura relativamente mayor y una relación de aspecto más baja. El "modelo de murciélago" tiene una carga típica de las aves playeras, aunque nuevamente su envergadura es mucho mayor mientras que su relación de aspecto, por el contrario, es mayor. Un problema para la hipótesis de que Yi estaba especializado en vuelos planeadores reside en el hecho de que debido a que tiene un ala en la extremidad anterior, en lugar de una piel deslizante a lo largo de su torso como ocurre con la mayoría de los planeadores, su centro de masa parece estar detrás de su control y principales superficies de sustentación, causando inestabilidad en el vuelo. Este problema podría haber sido disminuido por una cola corta y carnosa y plumas de cola largas, como se sabe por su pariente Epidexipteryx. Su estabilidad también podría haber mejorado con algunos movimientos de aleteo de sus alas. Un análogo moderno es el kakapo, que también se desliza desde los árboles pero también aletea para controlar su descenso.
En 2020, T. Alexander Dececchi y sus colegas descubrieron que, aunque Yi y otros escansorioptérgidos eran animales arbóreos planeadores, tenían deficiencias notorias en comportamientos de aleteo como carrera inclinada asistida por alas o despegue desde el suelo en comparación con otros pequeños paraviano, y tenía habilidades de deslizamiento similares a las de los mamíferos planeadores de tamaño similar a los murciélagos. Sus resultados sugieren que los escansorioptérgidos podrían haber sido maniraptoranos especializados en bosques cerrados principalmente. Si bien la velocidad de planeo alta y las relaciones de planeo promedio habrían sido más eficientes para viajar a través de pequeños espacios en el dosel, los vuelos más largos habrían sido menos eficientes con un mayor riesgo de depredación. Las escasas habilidades de deslizamiento de los escansorioptérgidos como Yi y Ambopteryx, junto con su dificultad para despegar, los habrían hecho altamente susceptibles de ser superados por vertebrados aéreos más capaces. Además, su probable estilo de vida especializado puede haber contribuido aún más a esta desventaja.

## Paleoecología
El único fósil de Yi qi fue hallado en rocas asignadas a la Formación Tiaojishan, que data de las épocas del Calloviense al Oxfordiense entre el Jurásico Medio y el Jurásico Superior, datado de entre 165 a 153 millones de años. Dataciones más precisas citan 159 millones de añops. Esta es la misma formación y edad de la que proceden los otros escansoriopterígidos conocidos, Epidexipteryx y Scansoriopteryx. El ecosistema preservado en la Formación Tiaojishan corresponde a un bosque dominado por bennettitales, árboles ginkgos, coníferas y helechos leptosporangiados. Estos bosques rodeaban grandes lagos a la sombra de volcanes activos, cuya ceniza fue responsable de la notable preservación de muchos de los fósiles hallados allí. Basándose en la flora de Tiaojishan, su clima habría sido de subtropical a templado, cálido y húmedo. Aparte de los escansoriopterígidos, la fauna de vertebrados terrestres del ecosistema de Tiaojishan pudo haber incluido a varias salamandras (como Liaoxitriton y Jeholotriton), mamíferos primitivos y animales mamiferoides, incluyendo a Juramaia, el excavador Docofossor y el planeador Volaticotherium, pterosaurios como Darwinopterus y Jeholopterus, y a otros dinosaurios como Anchiornis y Tianyulong.